# Medina fasclata
Medina fasclata là một loài ruồi trong họ Tachinidae.